# Rathaus (Wiltz)

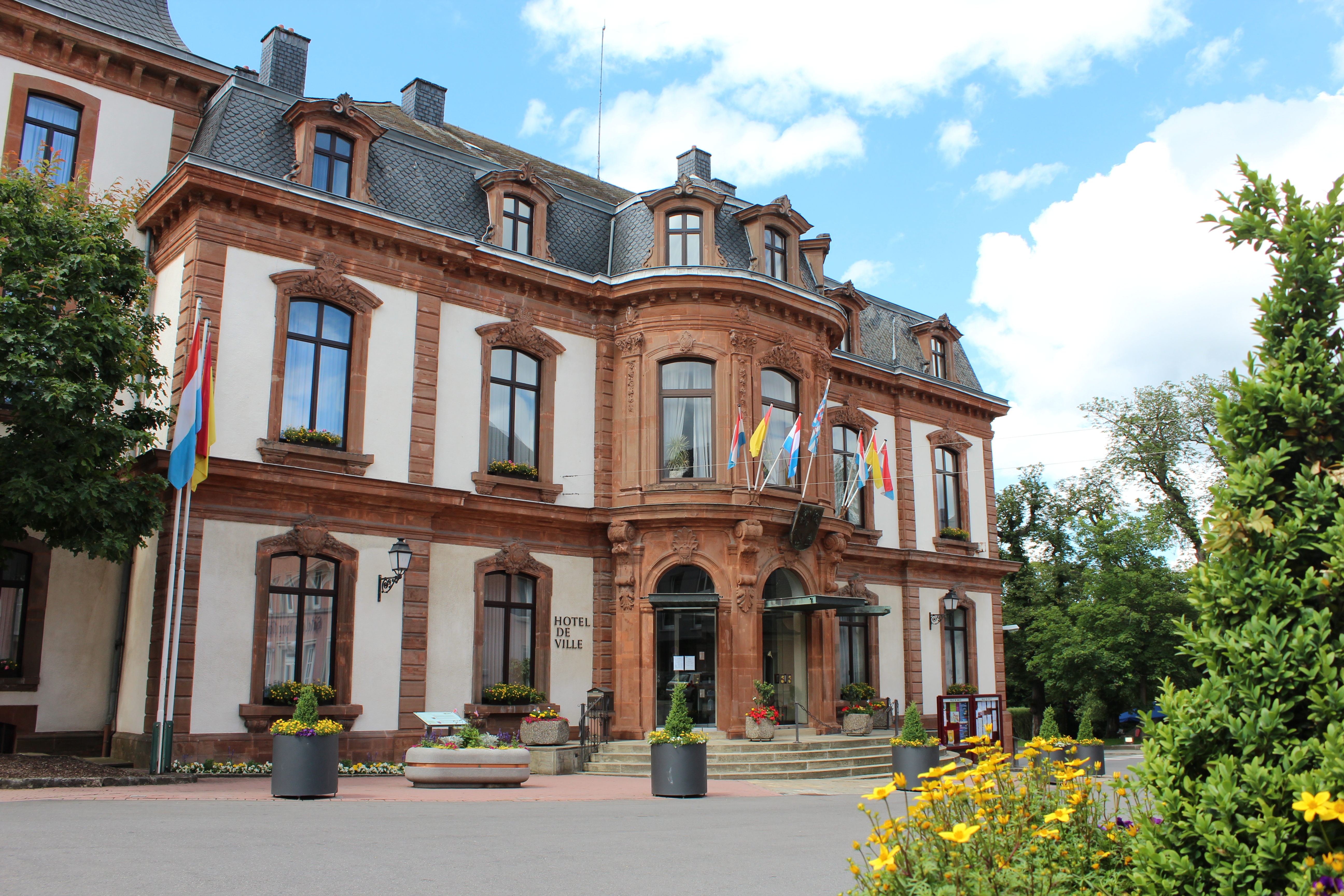
Rathaus Wiltz

Das Rathaus Wiltz ist Sitz der Kommunalverwaltung der Gemeinde Wiltz. Es befindet sich in der Grand-Rue Nr. 2.

## Geschichte
Das Gebäude wurde 1880 als Villa Thilges vom Industriellen und späteren Bürgermeister Eugène Thilges erbaut.
Zuvor war das Rathaus anderthalb Jahrhunderte lang in der Schule von Millesee untergebracht. Während der deutschen Besatzung im Zweiten Weltkrieg kaufte die Besatzungsmacht die Villa De Muyser, um diese zum Rathaus zu machen. Da dieses mit der Zeit zu klein wurde, kaufte und renovierte die Kommunalverwaltung 1963 die Villa Thilges für 7 Millionen Franken und nutzt diese seit 1966 als ihren Sitz.
Das Gebäude wurde am 24. April 2017 als nationales Denkmal eingestuft.
Von 2016 bis 2021 wurde das Gebäude für 8 Millionen Euro grundlegend saniert.

## Beschreibung

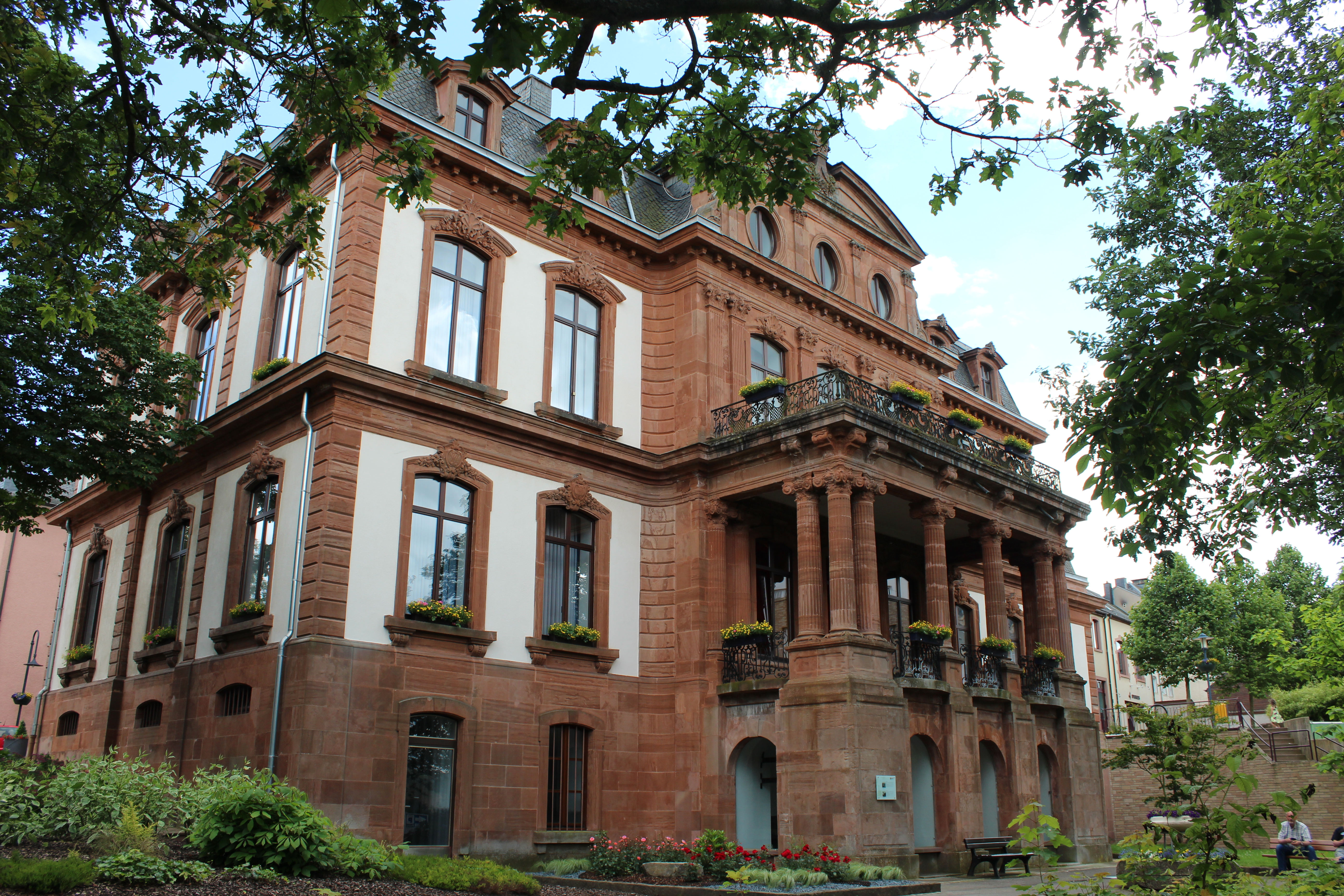
Rückseite des Rathauses

Die Rückseite des Gebäudes hat eine beeindruckendere Fassade als der Eingangsbereich. Der Mittelrisalits im palladianischen Stil wird durch die Konstruktion aus rotem Sandstein bestimmt. Elegante Säulen mit ionischen Kapitellen tragen einen Balkon mit einem kunstvollen schmiedeeisernen Geländer.
Die Eingangshalle ist mit einem Blumenteppich aus feinen Mosaiksteinen gefliest. Eine prunkvolle Treppe mit einem sehr schönen schmiedeeisernen Geländer führt in den ersten Stock, der im Treppenhaus auf zwei mächtigen Säulen ruht.
Mehrere Decken sind mit üppigen Jugendstil Stuckarbeiten oder mit eindrucksvollen Holzvertäfelungen verziert.
Bei den Renovierungen 1963 wurde die große Treppe hinter dem Gebäude sowie bei Dienstgebäuden entfernt.